# (74314) 1998 UT7
(74314) 1998 UT7 – planetoida z pasa głównego asteroid okrążająca Słońce w ciągu 4,57 lat w średniej odległości 2,75 j.a. Odkryta 23 października 1998 roku przez Korado Korlevicia